# Bactrocera peninsularis
Bactrocera peninsularis är en tvåvingeart som först beskrevs av Drew och Albany Hancock 1981.  Bactrocera peninsularis ingår i släktet Bactrocera och familjen borrflugor. Inga underarter finns listade.